# Nicz
Nicz (Strykowski) – polski herb szlachecki, odmiana herbu Nałęcz.

## Opis herbu
W polu czerwonym chusta srebrna, ułożona w koło, niezwiązana u dołu, z opuszczonymi końcami, z których lewy przekrzyżowany.

## Najwcześniejsze wzmianki
Z 1565 pochodzi wzmianka o Andrzeju Strykowskim herbu Nicz, zaś z 1578 roku o Janie i Stanisławie Niczach.

## Herbowni
Nicz, Strykowski.